# Patrick Twumasi
Patrick Twumasi (Obuasi, Ghana, 9 de mayo de 1994) es un futbolista ghanés que juega como delantero para el Beitar Jerusalén de la Liga Premier de Israel.

## Trayectoria
Comenzó su carrera en las categorías inferiores del Red Bull Ghana. En 2012 se incorporó al FK Spartaks Jūrmala de Letonia. Salió cedido en tres ocasiones antes de desvincularse en 2015 para jugar en el Football Club Astana, donde ya lo había hecho en el último de esos préstamos.
El 27 de julio de 2018 fue traspasado al Deportivo Alavés de España hasta 2022. Participó en trece partidos, y durante la temporada 2019-20 fue cedido por una temporada al Gazişehir Gaziantep F. K. de Turquía.
El 4 de septiembre de 2020 firmó con el Hannover 96, que en ese momento jugaba en la 2. Bundesliga de Alemania. En febrero de 2022 se marchó al Maccabi Netanya, equipo al que ayudó a clasificarse para la Liga Europa Conferencia de la UEFA con siete goles en los quince encuentros que disputó desde su llegada. Allí siguió la siguiente temporada y en agosto de 2023 fichó por el Pafos F. C. chipriota. Un año después regresó a Israel al ser prestado al Beitar Jerusalén.

## Selección nacional
Fue convocado por Avram Grant para jugar la clasificación para la Copa Africana de Naciones 2017 contra la selección de fútbol de Mauricio en junio de 2016.

## Palmarés

### Títulos nacionales
| Título                     | Club            | País       | Año  |
| -------------------------- | --------------- | ---------- | ---- |
| Liga Premier de Kazajistán | F. C. Astana    | Kazajistán | 2014 |
| Supercopa de Kazajistán    | F. C. Astana    | Kazajistán | 2015 |
| Liga Premier de Kazajistán | F. C. Astana    | Kazajistán | 2015 |
| Liga Premier de Kazajistán | F. C. Astana    | Kazajistán | 2016 |
| Copa de Kazajistán         | F. C. Astana    | Kazajistán | 2016 |
| Liga Premier de Kazajistán | F. C. Astana    | Kazajistán | 2017 |
| Supercopa de Kazajistán    | F. C. Astana    | Kazajistán | 2018 |
| Copa Toto Al               | Maccabi Netanya | Israel     | 2023 |
| Copa de Chipre             | Pafos F. C.     | Chipre     | 2024 |